# Яцюк Арсеній Іванович

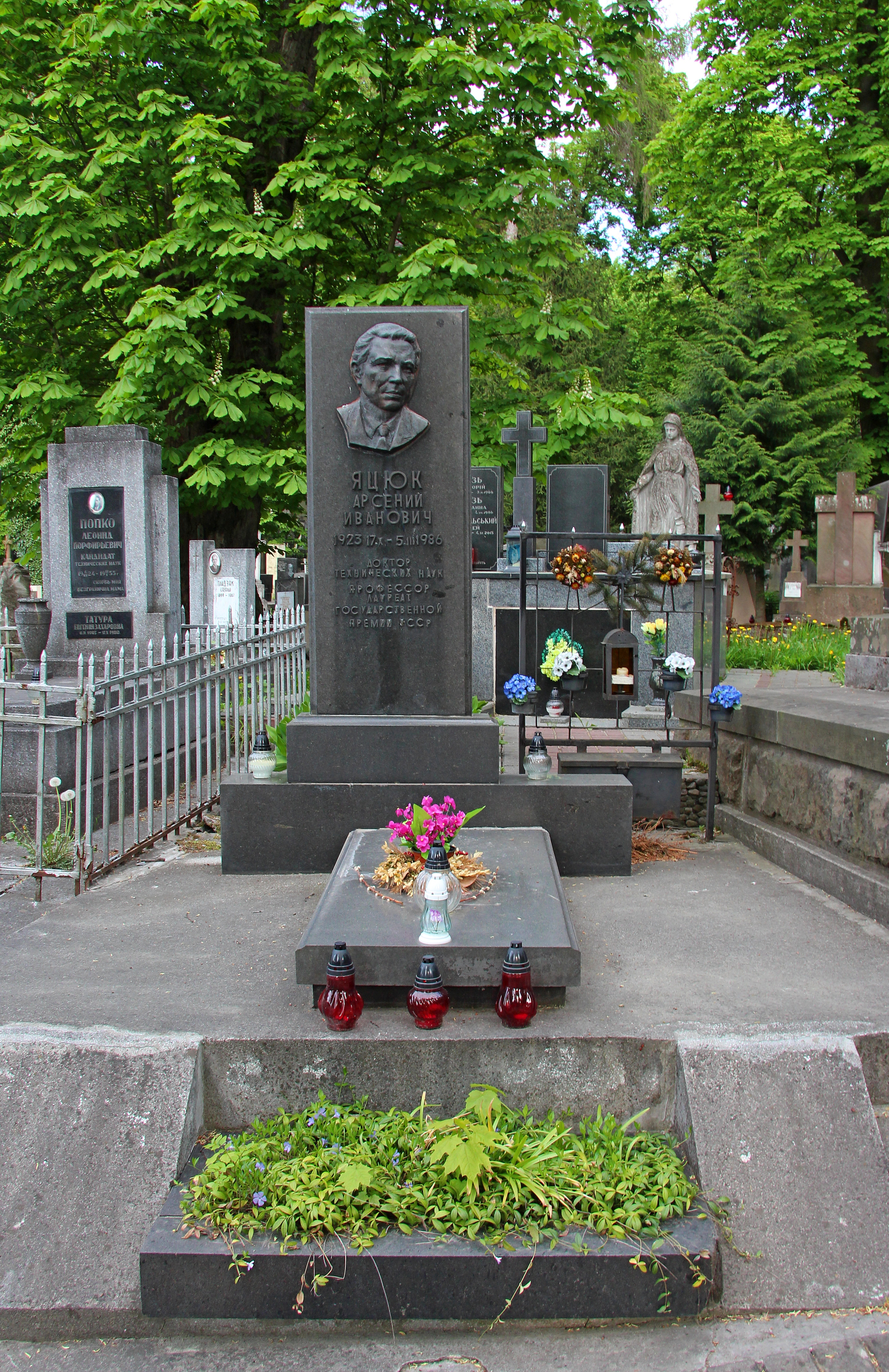

Арсеній Іванович Яцюк — доктор технічних наук (1971), професор (1973), ректор Львівського лісотехнічного інституту (1959—1982).

## Біографія
Народився 17 жовтня 1923 року у с. Війниця Дубенського повіту Волинського воєводства Республіки Польща (тепер Млинівський район Рівненської області) в селянській родині.
У 1940 році після закінчення середньої школи перебрався із Ровенської області на роботу до Кримської АРСР РРФСР, де працював на рибних промислах у м. Керчі, а згодом у м. Севастополі бригадиром мулярів.
З перших днів німецько-радянської війни брав участь в обороні Севастополя як ополченець. У серпні 1941 рокубув призваний до лав РСЧА, брав участь у боях під Перекопом, де був важко поранений, після чого лікувався у госпіталях Тбілісі (Грузинська РСР) та Кизил-Орди (Казахська РСР) і був визнаний непридатним до подальшої військової служби.
У 1942 році короткий час навчався у Краснодарському колгоспному сільськогосподарському технікумі, згодом — у Середньоазіатському індустріальному (1943—1944) та Київському інженерно-будівельному інститутах (1944—1945). Переїхавши до Львова, у 1945—1950 роках навчався і закінчив повний курс механічного факультету Львівського політехнічного інституту за спеціальністю «Зварювальне виробництво».

## Наукова та викладацька діяльність
Упродовж 1951—1953 років працював викладачем, а згодом заступником директора з навчальної роботи Львівського нафтопромислового технікуму.
1953—1956 роки навчався в аспірантурі при Інституті машинознавства і автоматики АН УРСР.
1957 року в Інституті будівельної механіки АН УРСР під керівництвом академіка АН УРСР Г. В. Карпенка захистив дисертаційну роботу «О влиянии токарной обработки с большими подачами на выносливость стали» на здобуття наукового ступеня кандидата технічних наук.
Після успішного захисту дисертації протягом 1957—1960 рр. працював ученим секретарем та одночасно завідувачем лабораторії Інституту машинознавства і автоматики. Стояв коло витоків нової науки — фізико-хімічної механіки металів.
У 1958 році президія АН УРСР затвердила його у званні старшого наукового співробітника із спеціальності «Механіка матеріалів».
Упродовж 1959—1982 років — ректор, а у 1960—1986 — завідувач кафедри технології матеріалів і машинобудування Львівського лісотехнічного інституту.
1961 року ВАК затвердив А. І. Яцюка у вченому званні доцента на кафедрі матеріалознавства.
1971 року у Ленінградській лісотехнічній академії ім. С. М. Кірова успішно захистив дисертаційну роботу «Проблема шлифования древесины абразивными кругами» на здобуття наукового ступеня доктора технічних наук.
1973 року ВАК затвердив А. І. Яцюка у вченому званні професора на кафедрі технології матеріалів та машинобудування.
За період роботи А. І. Яцюка на посаді ректора лісотехнічного інституту значно розширилася навчально-матеріальна база інституту: було побудовано новий навчально-лабораторний корпус і корпус військової кафедри, п'ять гуртожитків, їдальню, кафедри і лабораторії було оснащено найновішим обладнанням. Як вчений займався питаннями впливу механічної обробки конструкційних матеріалів на їх витривалість та міцність. Стояв коло витоків нової науки — фізико-хімічної механіки металів. Організував в інституті галузеву науково-дослідну лабораторію (ГНДЛ), у якій вперше у світі була розроблена та успішно впроваджена у виробництво технологія та інструмент для калібрування і шліфування деревини та деревинних матеріалів абразивними кругами та циліндрами. У 1984 році за ці досягнення групі науковців під керівництвом А. І. Яцюка рішенням ЦК КП України та Ради Міністрів УРСР було присуджено Державну премію УРСР у галузі науки і техніки.
А. І. Яцюк — автор та співавтор понад ста наукових і навчально-методичних публікацій, зокрема монографії «Вплив обробки поверхні на втомну міцність сталі в активних рідинних середовищах» (1958) і «Новый способ механической обработки древесины. Шлифование древесины абразивными кругами» (1975), навчального посібника «Матеріалознавство» (1996). Під його керівництвом І. М. Заяць, А. В. Якубовський, Е. А. Ткаченко, С. І. Грицишин, Б. М. Григораш, В. О. Багрійчук, З. Г. Дуцяк, Я. П. Бугаєнко, О. Д. Пристая, М. В. Бірюченко, І. М. Гончар, І. Й. Хромчак виконали та захистили дисертаційні роботи на здобуття наукового ступеня кандидата технічних наук.
Помер Арсеній Іванович 5 березня 1986 року. Похований на  полі № 4 Личаківського  цвинтаря.

## Політична та громадська діяльність
Був членом науково-технічних рад при Міністерствах лісової та деревообробної промисловості СРСР і УРСР, обирався депутатом Львівської міської Ради депутатів трудящих, членом Львівського міського та Радянського районного у м. Львові комітету КП України, членом ЦК профспілки працівників вищої школи та наукових установ, був членом Радянського комітету захисту миру, активно працював у товариствах радянсько-чехословацької та радянсько-німецької дружби, українському товаристві дружби із українцями зарубіжних країн.

## Нагороди та відзнаки
Нагороджений орденами:
- двома Вітчизняної війни І ступеня,
- Трудового Червоного Прапора
- «Знак Почета», Медалями:
- «За доблестный труд. В ознаменование 100-летия со дня рождения В. И. Ленина»,
- «За победу над Германией в Великой Отечественной войне 1941—1945 гг.», двома Почесними грамотами Президії Верховної Ради УРСР, іншими державними нагородами.

## Вшанування
1993 року у лісотехнічному університеті відкрито меморіальну дошку, присвячену А. І. Яцюку.
У 2003 і 2008 роках в університеті проводилися науково-технічні конференції приурочені до 80 та 85-ї річниці із дня народження Арсенія Івановича.
У 2012 році, напередодні 90-ї річниці із дня народження вченого, видавництвом Української академії друкарства було підготовлено до друку та побачила світ книга «Арсеній Іванович Яцюк. Спогади друзів, колег та учнів».
Книга містить спогади людей, які добре знали Арсенія Івановича Яцюка та працювали разом із ним: академіків Ю. Ю. Туниці, В. В. Панасюка, І. Р. Юхновського, М. А. Голубця, М. П. Павловського та члена-кореспондента НАН України В. І. Похмурського, відомих учених С. М. Стойка та В. М. Голубця, керівників лісової галузі П. П. Дурдинця та О. Д. Пристаї та інших. Крім того, у книзі подано бібліографію праць ученого, наведено перелік авторефератів дисертацій, виконаних під керівництвом професора А. І. Яцюка, та опис публікацій, що містили інформацію про нього.